# Duane Bobick
Duane David Bobick (Little Falls, Minnesota, 24 de agosto de 1950) é um ex-pugilista estadunidense que lutava na categoria dos peso-pesados. Como amador, Bobick tornou-se notório por ter sido um dos poucos a vencer o cubano Teófilo Stevenson. Essa luta ocorreu nos Jogos Pan-Americanos de 1971, quando Duane conquistou o ouro. Ainda como amador, ele lutou nos Jogos Olímpicos de 1972, quando foi eliminado já na 2ª luta por Teófilo Stevenson.
Ele então se profissionalizou em 1973 e se aposentou em 1979 com um cartel de 48 vitórias (42 por nocaute) e quatro derrotas, todas por nocaute. Ele obteve vitórias notáveis sobre o futuro campeão dos pesos pesados Mike Weaver e os contendores Chuck Wepner, Scott LeDoux, Randy Neumann e Manuel Ramos. De 1973 a 1977, ele compilou um recorde de 38-0 com 32 nocautes, o que o tornou o desafiante número 3 da divisão antes de ser derrotado pelo desafiante número 1 Ken Norton.